# Bubblegum pop
Bubblegum (také nazývaný bubblegum pop) je hudební žánr popové hudby s melodickým charakterem a živým rytmem, uváděný na trh, aby oslovil děti a dospívající. Tento výraz také označuje popový subžánr pocházející ze Spojených států, který se vyvinul koncem 60. let z garage rocku, novelty songů a zvuku žánru Brill Building a který byl také definován tím, že jeho cílová skupina jsou teenageři. Úspěch písně „Sugar, Sugar“ od skupiny The Archies z roku 1969 byl reprezentativním příkladem, který vedl ke cartoon rocku.
Producenti Jerry Kasenetz a Jeffry Katz si připsali zásluhu na vytvoření pojmu „bubblegum“, když řekli, že během diskuse o svém cílovém publiku rozhodli, že to budou „teenageři a malé děti“. V té době žvýkaly žvýkačky a smáli se tomu: „Á, tohle je jako žvýkačková hudba“. Tento výraz pak zpopularizoval jejich šéf, výkonný ředitel vydavatelství Buddah Records, Neil Bogart.
Většina umělců tohoto žánru byla umělci jednoho hitu. K výjimkám patřily například The Cowsills, the Partridge Family a Tommy Roe. V 70. letech byl původní bubblegum zvuk vlivem pro punk rock, new wave a melodický metal.